# Graja de Iniesta
Graja de Iniesta là một đô thị trong tỉnh Cuenca, cộng đồng tự trị Castile-La Mancha Tây Ban Nha. Đô thị này có diện tích là 28,2 ki-lô-mét vuông, dân số năm 2009 là 436 người với mật độ 15,45 người/km². Đô thị này có cự ly 90 km so với tỉnh lỵ Cuenca.